# Halowe Mistrzostwa Europy w Lekkoatletyce 1985 – skok w dal mężczyzn
Skok w dal mężczyzn – jedna z konkurencji technicznych rozgrywanych podczas halowych lekkoatletycznych mistrzostw Europy w hali Stadion Pokoju i Przyjaźni w Pireusie. Rozegrano od razu finał 3 marca 1985. Zwyciężył reprezentant Węgier Gyula Pálóczi. Tytułu zdobytego na poprzednich mistrzostwach nie obronił Jan Leitner z Czechosłowacji, który tym razem zajął 4. miejsce.

## Rezultaty

### Finał
Wystąpiło 20 skoczków.

Opracowano na podstawie materiału źródłowego.
| Miejsce | Zawodnik             | Wynik |
| ------- | -------------------- | ----- |
| 1       | Gyula Pálóczi        | 8,15  |
| 2       | László Szalma        | 8,15  |
| 3       | Serhij Łajewski      | 8,14  |
| 4       | Jan Leitner          | 8,13  |
| 5       | Giovanni Evangelisti | 8,01  |
| 6       | Antonio Corgos       | 7,94  |
| 7       | Atanas Atanasow      | 7,86  |
| 8       | Claude Morinière     | 7,86  |
| 9       | Emiel Mellaard       | 7,76  |
| 10      | Zdeněk Hanáček       | 7,76  |
| 11      | Władimir Amidżinow   | 7,70  |
| 12      | Ronald Desruelles    | 7,68  |
| 13      | Alberto Solanas      | 7,60  |
| 14      | René Gloor           | 7,59  |
| 15      | Zsolt Szabó          | 7,56  |
| 16      | Markus Kessler       | 7,53  |
| 17      | Christian Thomas     | 7,50  |
| 18      | Einar Sagli          | 7,47  |
| 19      | José Leitão          | 6,88  |
| –       | João Lima            | NM    |